# Calanoides acutus
Calanoides acutus är en kräftdjursart som först beskrevs av Giesbrecht 1902.  Calanoides acutus ingår i släktet Calanoides och familjen Calanidae. Inga underarter finns listade i Catalogue of Life.